# 돈 보더 투 노크
돈 보더 투 노크(Don't Bother To Knock)는 미국에서 제작된 로이 워드 베이커 감독의 1952년 드라마, 스릴러 영화이다. 리차드 위드마크 등이 주연으로 출연하였고 줄리앙 블로스타인 등이 제작에 참여하였다.

## 출연

### 주연
- 리차드 위드마크
- 마릴린 먼로

### 조연
- 앤 밴크로프트
- 도나 코코란
- 러렌 터틀
- 엘리사 쿡 주니어
- 짐 바쿠
- 버나 펠턴
- 윌리스 부쉐이
- 돈 베도
- 이멧 보겐
- 해리 바텔
- 존 콜
- 딕 코간
- 찰스 J. 콘래드
- 톰 댈리
- 베스 플라워스
- 찰스 플린
- 로버트 폴크
- 그레이스 헤일리
- 마조리 홀리데이
- 데이빗 맥마혼
- 에다 레이스 메린
- 해롤드 밀러
- 빅 페린
- 마이클 로스
- 올란 소울

## 제작진
- 원작자: 샬롯 암스트롱
- 세트: 토머스 리틀
- 세트: 폴 S. 폭스
- 의상: 트라빌라